# 島根県第1区
島根県第1区（しまねけんだい1く）は、日本の衆議院における選挙区。1994年（平成6年）の公職選挙法改正で設置。2002年（平成14年）と2022年（令和4年）に区割りの変更が行われた。

## 区域

### 現在の区域
2022年（令和4年）公職選挙法改正以降の区域は以下のとおりである。出雲市と雲南市の分割は解消された（雲南市全域は本区へ、出雲市全域は2区へ）ほか、飯石郡は2区から本区に変更された。
- 松江市
- 安来市
- 雲南市
- 仁多郡
- 飯石郡
- 隠岐郡

### 2002年から2022年までの区域
2013年（平成25年）公職選挙法改正から2022年の小選挙区改定までの区域は以下のとおりである。
- 松江市
- 出雲市（旧平田市域）
- 安来市
- 雲南市（旧大東町・加茂町・木次町域）
- 仁多郡
- 隠岐郡

2002年（平成14年）公職選挙法改正から2013年の小選挙区改定までの区域は以下のとおりである。
- 松江市
- 安来市
- 平田市
- 八束郡
- 能義郡
- 仁多郡
- 大原郡
- 隠岐郡

### 2002年以前の区域
1994年（平成6年）公職選挙法改正から2002年の小選挙区改定までの区域は以下のとおりである。
- 松江市
- 安来市
- 八束郡
  - 鹿島町
  - 島根町
  - 美保関町
  - 東出雲町
  - 八雲村
  - 八束町
- 能義郡
- 隠岐郡

## 歴史
小選挙区制導入以来、中選挙区時代（島根県全県区）から細田家（細田吉蔵、博之）が二代にわたって築き上げた強固な地盤や後援組織を背景に、自民党の細田博之が連続当選していた保守王国の一つである。細田は同郷の竹下登元首相から「私の次に選挙に詳しい」と高く評価されるほど、選挙には極めて強かった。2005年の総選挙の際は内閣官房長官、2009年の総選挙の際は党幹事長、2012年の総選挙の際は党総務会長、2014年の総選挙の際は幹事長代行の要職にあり、ほとんど選挙区に入れなかったが、常に他候補に圧勝し、無風選挙の様相を呈していた。ただし、2009年総選挙では民主党候補の小室寿明に久々の比例復活を許した。
2017年の総選挙では希望の党への合流に参加せず立憲民主党に参加した亀井亜紀子が非自民の候補としては2009年以来の比例復活を果たした。なお、亀井の得票数65,285票は、同区での非自民の得票数としては2009年に次ぐ第2位であった。
2021年の総選挙では無所属の亀井彰子が出馬し、同姓で同じ読み方の亀井亜紀子との間に按分票が発生。亀井亜紀子側は投票する際に「かめい亜紀子」で書くよう注意を呼び掛けたが結果は細田が快勝し、亀井亜紀子は比例復活できず、亀井彰子に至っては供託金も没収された。なお仮に亀井彰子の票が全て亀井亜紀子のものだったとした場合でも、惜敗率は約78%となり、比例復活に届かなかったため按分票は選挙結果に影響を与えていない。細田は選挙後の同年11月10日に衆議院議長に就任した。
2023年11月10日、細田が死去。2024年4月28日に、2022年の変更以前の区割りで補欠選挙が実施され、自民党も新人候補を擁立したが、細田も会長を務めた清和政策研究会（安倍派）において、政治資金パーティー収入の裏金問題が発覚して有権者からの非難を浴び、前回の総選挙で落選した亀井が7年ぶりに返り咲くと同時に現行の小選挙区制度下で、島根県の選挙区において非自民候補が議席を獲得する初の結果となった。
2024年の総選挙では、前回比例単独で当選していた自民党の高階恵美子を破り、再び亀井が小選挙区で当選した。
竹島は本選挙区に属する。

## 小選挙区選出議員
| 選挙名                   | 年                 | 当選者     | 党派       | 備考                  |
| ------------------------ | ------------------ | ---------- | ---------- | --------------------- |
| 第41回衆議院議員総選挙   | 1996年（平成8年）  | 細田博之   | 自由民主党 | 旧区域                |
| 第42回衆議院議員総選挙   | 2000年（平成12年） | 細田博之   | 自由民主党 | 旧区域                |
| 第43回衆議院議員総選挙   | 2003年（平成15年） | 細田博之   | 自由民主党 |                       |
| 第44回衆議院議員総選挙   | 2005年（平成17年） | 細田博之   | 自由民主党 |                       |
| 第45回衆議院議員総選挙   | 2009年（平成21年） | 細田博之   | 自由民主党 |                       |
| 第46回衆議院議員総選挙   | 2012年（平成24年） | 細田博之   | 自由民主党 |                       |
| 第47回衆議院議員総選挙   | 2014年（平成26年） | 細田博之   | 自由民主党 |                       |
| 第48回衆議院議員総選挙   | 2017年（平成29年） | 細田博之   | 自由民主党 |                       |
| 第49回衆議院議員総選挙   | 2021年（令和3年）  | 細田博之   | 自由民主党 |                       |
| 第49回衆議院議員補欠選挙 | 2024年（令和6年）  | 亀井亜紀子 | 立憲民主党 | ※細田博之の死去に伴う |
| 第50回衆議院議員総選挙   | 2024年（令和6年）  | 亀井亜紀子 | 立憲民主党 |                       |

## 選挙結果
時の内閣：第1次石破内閣 解散日：2024年10月9日 公示日：2024年10月15日
当日有権者数：25万2586人 最終投票率：58.11%（前回比：3.12%） （全国投票率：53.85%（2.08%））
| 当落 | 候補者名   | 年齢 | 所属党派   | 新旧 | 得票数   | 得票率 | 惜敗率 | 推薦・支持 | 重複 |
| ---- | ---------- | ---- | ---------- | ---- | -------- | ------ | ------ | ---------- | ---- |
| 当   | 亀井亜紀子 | 59   | 立憲民主党 | 前   | 73,484票 | 51.08% | ――     |            | ○    |
|      | 高階恵美子 | 60   | 自由民主党 | 前   | 63,238票 | 43.96% | 86.06% | 公明党推薦 | ○    |
|      | 村穂江利子 | 56   | 日本共産党 | 新   | 7,142票  | 4.96%  | 9.72%  |            |      |

当日有権者数：261,190人　最終投票率：54.62%

| 当落 | 候補者名   | 年齢 | 所属党派   | 新旧 | 得票数   | 得票率 | 推薦・支持 |
| ---- | ---------- | ---- | ---------- | ---- | -------- | ------ | ---------- |
| 当   | 亀井亜紀子 | 58   | 立憲民主党 | 元   | 82,691票 | 58.82% |            |
|      | 錦織功政   | 55   | 自由民主党 | 新   | 57,897票 | 41.18% | 公明党推薦 |

時の内閣：第1次岸田内閣 解散日：2021年10月14日 公示日：2021年10月19日
当日有権者数：26万8337人 最終投票率：61.23%（前回比：2.06%） （全国投票率：55.93%（2.25%））
| 当落 | 候補者名   | 年齢 | 所属党派   | 新旧 | 得票数       | 得票率 | 惜敗率 | 推薦・支持                                           | 重複 |
| ---- | ---------- | ---- | ---------- | ---- | ------------ | ------ | ------ | ---------------------------------------------------- | ---- |
| 当   | 細田博之   | 77   | 自由民主党 | 前   | 90,638票     | 56.02% | ――     | 公明党推薦                                           |      |
|      | 亀井亜紀子 | 56   | 立憲民主党 | 前   | 66,847.067票 | 41.31% | 73.75% | 社会民主党島根県連合推薦・日本共産党島根県委員会支持 | ○    |
|      | 亀井彰子   | 64   | 無所属     | 新   | 4,318.908票  | 2.67%  | 4.77%  |                                                      | ×    |

- 読み仮名がいずれも「かめいあきこ」となる候補が2人立候補したため、按分票が発生した[13][14][15]。島根県と各市町村の選挙管理委員会は公職選挙法の規定により、按分票の判断基準を各開票所の管理者に委ねていた[16]。
- 市町村別は右のリンクから[注 1]

時の内閣：第3次安倍第3次改造内閣 解散日：2017年9月28日 公示日：2017年10月10日
当日有権者数：27万6774人 最終投票率：59.17%（前回比：1.23%） （全国投票率：53.68%（1.02%））
| 当落 | 候補者名   | 年齢 | 所属党派   | 新旧 | 得票数   | 得票率 | 惜敗率 | 推薦・支持                     | 重複 |
| ---- | ---------- | ---- | ---------- | ---- | -------- | ------ | ------ | ------------------------------ | ---- |
| 当   | 細田博之   | 73   | 自由民主党 | 前   | 95,513票 | 59.40% | ――     | 公明党推薦                     |      |
| 比当 | 亀井亜紀子 | 52   | 立憲民主党 | 新   | 65,285票 | 40.60% | 68.35% | 社会民主党・民進党島根県連推薦 | ○    |

時の内閣：第2次安倍改造内閣 解散日：2014年11月21日 公示日：2014年12月2日
当日有権者数：27万5513人 最終投票率：57.94% （全国投票率：52.66%（6.66%））
| 当落 | 候補者名   | 年齢 | 所属党派   | 新旧 | 得票数    | 得票率 | 惜敗率 | 推薦・支持 | 重複 |
| ---- | ---------- | ---- | ---------- | ---- | --------- | ------ | ------ | ---------- | ---- |
| 当   | 細田博之   | 70   | 自由民主党 | 前   | 100,376票 | 64.26% | ――     | 公明党推薦 | ○    |
|      | 和田章一郎 | 67   | 民主党     | 新   | 38,346票  | 24.55% | 38.20% |            | ○    |
|      | 上代善雄   | 60   | 日本共産党 | 新   | 17,479票  | 11.19% | 17.41% |            |      |

時の内閣：野田第3次改造内閣 解散日：2012年11月16日 公示日：2012年12月4日 （全国投票率：59.32%（9.96%））
| 当落 | 候補者名 | 年齢 | 所属党派   | 新旧 | 得票数    | 得票率 | 惜敗率 | 推薦・支持 | 重複 |
| ---- | -------- | ---- | ---------- | ---- | --------- | ------ | ------ | ---------- | ---- |
| 当   | 細田博之 | 68   | 自由民主党 | 前   | 112,605票 | 64.67% | ――     | 公明党推薦 | ○    |
|      | 小室寿明 | 52   | 民主党     | 前   | 47,343票  | 27.19% | 42.04% |            | ○    |
|      | 吉儀敬子 | 61   | 日本共産党 | 新   | 14,173票  | 8.14%  | 12.59% |            |      |

時の内閣：麻生内閣 解散日：2009年7月21日 公示日：2009年8月18日 （全国投票率：69.28%（1.77%））
| 当落 | 候補者名   | 年齢 | 所属党派   | 新旧 | 得票数    | 得票率 | 惜敗率 | 推薦・支持   | 重複 |
| ---- | ---------- | ---- | ---------- | ---- | --------- | ------ | ------ | ------------ | ---- |
| 当   | 細田博之   | 65   | 自由民主党 | 前   | 122,595票 | 57.19% | ――     |              | ○    |
| 比当 | 小室寿明   | 48   | 民主党     | 新   | 80,789票  | 37.69% | 65.90% | 国民新党推薦 | ○    |
|      | 石飛育久   | 33   | 日本共産党 | 新   | 8,923票   | 4.16%  | 7.28%  |              |      |
|      | 池田健一郎 | 29   | 幸福実現党 | 新   | 2,060票   | 0.96%  | 1.68%  |              |      |

- 小室は第44回は2区で落選。

時の内閣：第2次小泉改造内閣 解散日：2005年8月8日 公示日：2005年8月30日 （全国投票率：67.51%（7.65%））
| 当落 | 候補者名 | 年齢 | 所属党派   | 新旧 | 得票数    | 得票率 | 惜敗率 | 推薦・支持 | 重複 |
| ---- | -------- | ---- | ---------- | ---- | --------- | ------ | ------ | ---------- | ---- |
| 当   | 細田博之 | 61   | 自由民主党 | 前   | 125,401票 | 60.52% | ――     |            | ○    |
|      | 濱口和久 | 36   | 民主党     | 新   | 59,334票  | 28.64% | 47.32% |            | ○    |
|      | 上代善雄 | 51   | 日本共産党 | 新   | 12,786票  | 6.17%  | 10.20% |            |      |
|      | 加納克己 | 61   | 社会民主党 | 新   | 9,675票   | 4.67%  | 7.72%  |            | ○    |

時の内閣：第1次小泉第2次改造内閣 解散日：2003年10月10日 公示日：2003年10月28日 （全国投票率：59.86%（2.63%））
| 当落 | 候補者名 | 年齢 | 所属党派   | 新旧 | 得票数    | 得票率 | 惜敗率 | 推薦・支持 | 重複 |
| ---- | -------- | ---- | ---------- | ---- | --------- | ------ | ------ | ---------- | ---- |
| 当   | 細田博之 | 59   | 自由民主党 | 前   | 117,897票 | 61.02% | ――     |            | ○    |
|      | 濱口和久 | 35   | 民主党     | 新   | 61,071票  | 31.61% | 51.80% |            | ○    |
|      | 上代善雄 | 49   | 日本共産党 | 新   | 14,237票  | 7.37%  | 12.08% |            |      |

時の内閣：第1次森内閣 解散日：2000年6月2日 公示日：2000年6月13日 （全国投票率：62.49%（2.84%））
| 当落 | 候補者名 | 年齢 | 所属党派   | 新旧 | 得票数   | 得票率 | 惜敗率 | 推薦・支持 | 重複 |
| ---- | -------- | ---- | ---------- | ---- | -------- | ------ | ------ | ---------- | ---- |
| 当   | 細田博之 | 56   | 自由民主党 | 前   | 74,163票 | 50.92% | ――     |            | ○    |
|      | 石橋大吉 | 68   | 民主党     | 前   | 37,323票 | 25.63% | 50.33% |            | ○    |
|      | 岩本久人 | 57   | 無所属の会 | 新   | 25,671票 | 17.63% | 34.61% |            |      |
|      | 吉川晴雄 | 48   | 日本共産党 | 新   | 8,484票  | 5.83%  | 11.44% |            |      |

時の内閣：第1次橋本内閣 解散日：1996年9月27日 公示日：1996年10月8日 （全国投票率：59.65%（8.11%））
| 当落 | 候補者名 | 年齢 | 所属党派   | 新旧 | 得票数   | 得票率 | 惜敗率 | 推薦・支持 | 重複 |
| ---- | -------- | ---- | ---------- | ---- | -------- | ------ | ------ | ---------- | ---- |
| 当   | 細田博之 | 52   | 自由民主党 | 前   | 73,907票 | 52.12% | ――     |            | ○    |
| 比当 | 石橋大吉 | 64   | 民主党     | 前   | 46,481票 | 32.78% | 62.89% |            | ○    |
|      | 中林佳子 | 50   | 日本共産党 | 元   | 21,416票 | 15.10% | 28.98% |            | ○    |

- 中林は、1997年11月、比例中国ブロックで正森成二の辞職に伴い繰り上げ当選。42回は比例単独で当選。43回、44回、45回は比例単独で落選。